# Esteban Arze
Esteban Mariano Arze Alba y Uriona, también citado como Esteban Arce, (Tarata, Provincia de Charcas; 1765 - Santa Ana del Yacuma; 1815) fue un caudillo de la región de la actual Bolivia, que luchó por la independencia americana, haciéndolo en nombre de la Junta de Buenos Aires y del Ejército Auxiliar. Libertador y comandante de las fuerzas de Cochabamba, vencedor en la batalla de Aroma, fue hasta el año 1814 uno de los principales líderes del movimiento emancipador en el norte de las Provincias Unidas del Río de la Plata.

## Biografía

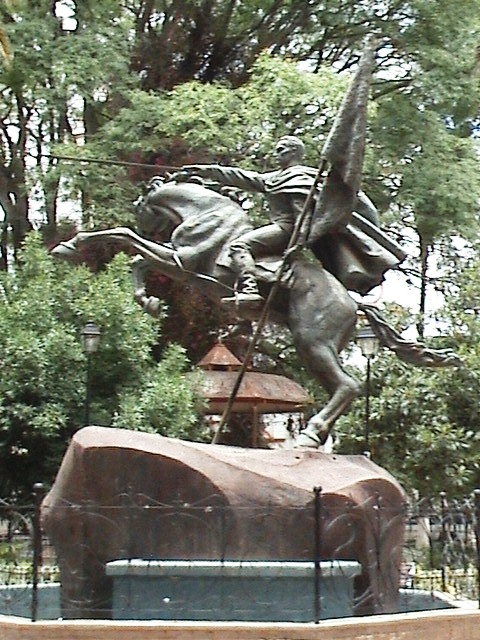
Monumento al general Esteban Arze ubicado en la plaza principal de Tarata, departamento de Cochabamba, localidad donde nació.

Nació en el año 1765 en Tarata, Alto Perú (actual Departamento de Cochabamba en Bolivia), en el seno de una familia rural acomodada y afincada en el lugar desde comienzos de ese siglo. Era hijo del arequipeño Esteban Arze Ruiz y Castro y la tarateña Mauricia Alba y Uriona.
Casó en primeras nupcias con Petrona Nogales y en 1795 en segundas con Manuela Rodríguez y Terceros, del mismo pueblo.
Vivió en el Valle alto, en una finca de su propiedad cercana a Tarata, en las proximidades de La Angostura, sobre la ruta a Tarata, en el fundo agrícola La Phajcha.
Se incorporó en 1803 a las milicias de caballería de su ciudad natal, los Patricios de la Caballería de Punata donde obtuvo el grado de alférez y finalmente el de capitán, máximo grado que alcanzó en el ejército real. 

### La revolución (1810)
Al conocerse las noticias de la Revolución de Mayo en Buenos Aires las fuerzas realistas se concentraron al mando del mayor general José de Córdoba y Rojas en Santiago de Cotagaita y Tupiza para enfrentar el avance de la Primera expedición auxiliadora al Alto Perú enviada por la primera Junta.
El gobernador intendente de Cochabamba, José González Prada envió a Oruro un batallón de 300 hombres al mando del coronel Francisco del Rivero y de Esteban Arze, acompañado por Melchor Guzmán el Quitón, a reprimir un levantamiento del cacique de Toledo, Titicocha, quien se retiró sin ofrecer combate. Al recibir instrucciones de incorporarse luego a las fuerzas que se concentraban en Tupiza, los tres, que se adherían al movimiento emancipador, escaparon de Oruro dirigiéndose a Cliza. Allí Arze armó a la gente del lugar, se presentó en Tarata y desde allí recorrió pueblos vecinos (Paredón, Muela, etc.) levantando a la población y estableciendo en Paredón y Tarata talleres para proveer de armas, mientras sus compañeros se ponían en comunicación con los vecinos de Cochabamba de su partido. El 14 de septiembre de 1810 estalló en Cochabamba el movimiento revolucionario en adhesión a la Junta de Buenos Aires liderado por Rivero, Arze y Guzmán, quienes con 1000 milicianos del valle de Cliza rodearon a la guarnición de Cochabamba y arrestaron a González Prada.
El 6 de octubre se produjo un pronunciamiento similar en Oruro, encabezado por el subdelegado de Hacienda y Guerra Tomás Barrón, quien pidió el auxilio de Cochabamba para enfrentar las tropas realistas que el general Juan Ramírez Orozco enviaba para sofocar la insurrección, 800 infantes veteranos y dos piezas de artillería al mando de Fermín Piérola.

### Victoria de Aroma (1810)

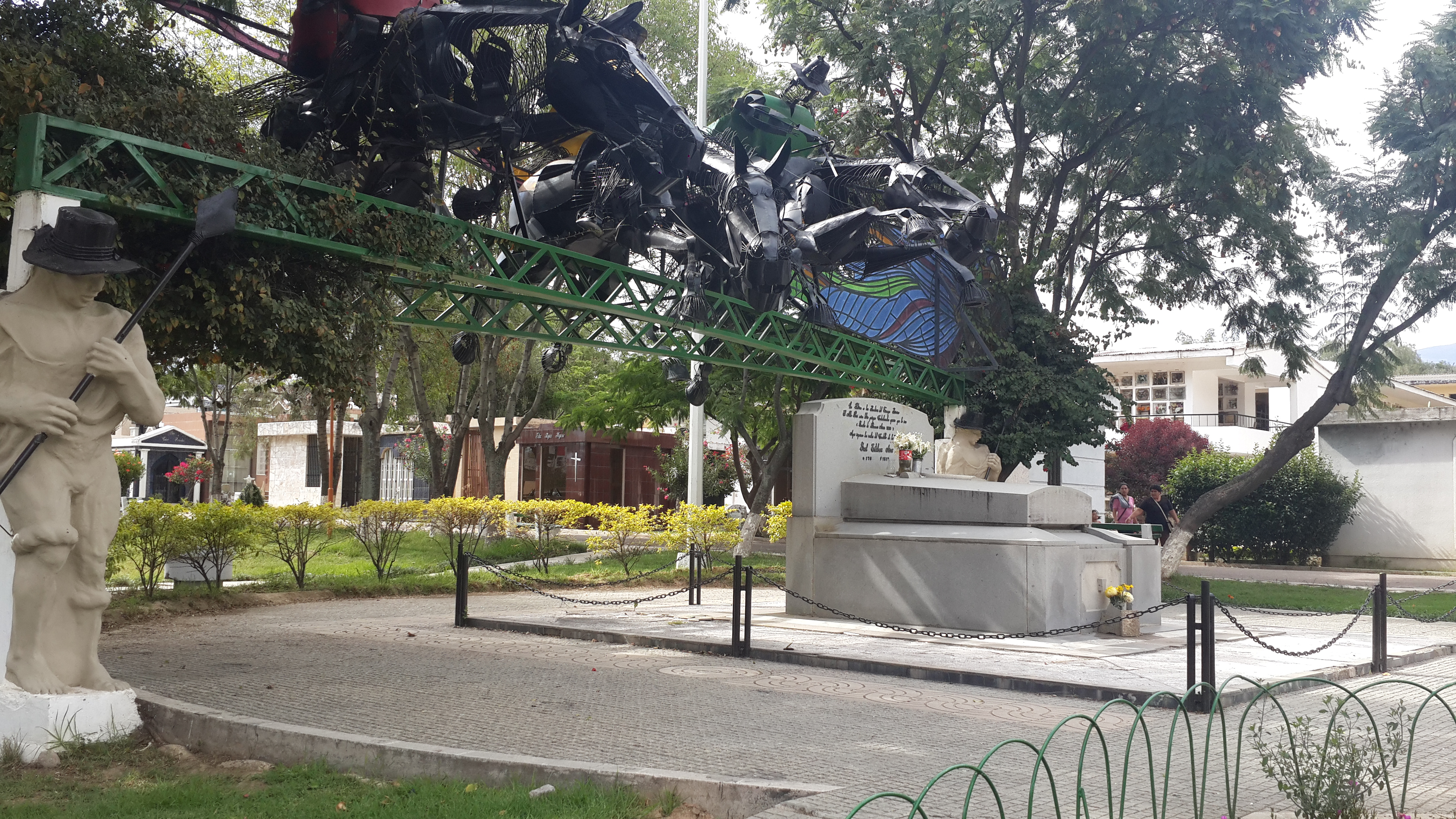
Mausoleo en honor a Esteban Arze ubicado en el Cementerio General de Cochabamba

Arze, nombrado por la primera Junta general en jefe de las tropas de Cochabamba, salió el 19 de octubre con 200 infantes armados con fusiles de estaño, 500 milicianos de caballería y algunos cívicos urbanos al mando de Guzmán, llegando a Oruro el 20 de octubre. Allí reemplazó a Sánchez Chávez por Manuel Contreras y después de incorporar milicianos locales partió el 12 de noviembre con 1500 hombres mal armados, la mayor parte con lanzas, hondas y macanas al encuentro de Piérola.
El 14 de noviembre se produjo la batalla de Aroma o Aru uma, a orillas del río Aroma a pocos kilómetros de Sica Sica y al noroeste de Oruro. Allí la caballería cochabambina consiguió envolver a los realistas lo que determinó el triunfo de Arze, quedando la mitad de las fuerzas de Piérola muertas o prisioneras. Las milicias persiguieron a los sobrevivientes pero se dispersaron, por lo que pocos regresaron con Arze a Cochabamba.

### Huaqui (1811)
En 1811 las milicias cochabambinas participaron de la campaña del Desaguadero en concurso con el ejército auxiliador. En febrero se le había reconocido a Arze el grado de capitán.
Por razones más políticas que estratégicas, las fuerzas patriotas fueron divididas en tres grupos. Al mando de Rivero, los 2000 hombres de la caballería de Cochabamba fueron destinados por Castelli a Jesús de Machaca, al sur de las posiciones al mando de BalcArze y Viamonte.
Pronto, las fuerzas de Rivero estaban dispersas en Jesús de Machaca, Viacha, Laja, Achocalla. Tras recibir órdenes de 
cruzar el Desaguadero y colocarse cerca de las líneas enemigas para cortar una posible retirada, construyó un puente dado que el único existente, conocido como Puente del Inca lo controlaba Goyeneche.
Tras cruzar con su división y desconociendo el armisticio el 17 de mayo atacó y venció un destacamento enemigo en Pisacoma. Desautorizado por Castelli, Rivero tuvo que devolver prisioneros, mulas y armas y retirarse a Machaca.
Movilizado luego a Andrés de Machaca, el 21 iniciada ya la batalla de Huaqui en la quebrada de Yuraicoragua y sin contar con instrucciones avanzó hacia el sitio del combate y en la pampa de Chiribaya tomó las alturas y bajó a Yuraicoragua a reforzar a Viamonte, pero era ya tarde: había caído la noche y se iniciaba el repliegue hacia La Paz.
Separadas las tropas cochabambinas del ejército, se reunieron nuevamente el 7 de agosto en las afueras de Cochabamba. 
El 13 de agosto se produjo una nueva derrota en Amiraya.

### Cochabamba recuperada (1811)
A raíz del desastre de Huaqui, la Junta Grande había resuelto deponer a Castelli y nombrar a Rivero general en jefe del ejército, pero este sin llegar a enterarse de su promoción acordó con Goyeneche. Por su lado, Arze no reconoció el acuerdo y se presentó en Paredón (hoy Ansaldo) donde poseía una finca, y tras reclutar refuerzos, lanzó una proclama intimando la rendición del gobernador Allende impuesto dos meses antes por Goyeneche. Habiéndose alejado el grueso de las tropas realistas, Allende no ofreció resistencia y en esa segunda revuelta el 29 de octubre de 1811 Arze recuperó Cochabamba para los revolucionarios y puso en la gobernación a Antezana, poniéndose nuevamente a las órdenes de Buenos Aires. Belgrano comunicó las órdenes del gobierno de enviar prisionero a Rivero, pero no la cumplieron y este se retiró en su finca Sucusuma, antes de enfermar y morir poco después.
Arze efectuó varias campañas, incluyendo un infructuoso asalto sobre Oruro el 16 de noviembre de 1811. Él al mando de 3.000 hombres de caballería y 200 infantes ataca la villa de San Felipe de Austria Real Oruro siendo rechazado por el coronel Indalecio Gonzales de Socas.
El 16 de enero de 1812 en Guanuní, Chayanta, derrotó una compañía de Granaderos del Cuzco al mando del capitán José Vinero que había sido enviada en ayuda de Oruro desde Chayanta por Pablo Astete. Chayanta fue abandonada por Astete y ocupada por Arze el 18 de enero.
Por esta acción el gobierno de Buenos Aires lo nombró coronel graduado del ejército. El 25 de noviembre de 1811 fue designado presidente provisorio de la Junta Provincial de Cochabamba.
Se lo involucró en la muerte del líder guerrillero José Manuel Cáceres, quien aparentemente impulsaba una guerra de castas contra los blancos. En la Gaceta de Buenos Aires del 22 de mayo de 1812 menciona que «Cáceres fue muerto por los cochabambinos por haber decapitado a varios americanos y entre ellos a los Elgueros azogueros de Sicasica. Dicen que su sistema era de dejar únicamente a los indios y de matar todo hombre de cara blanca».

### Derrota de Pocona y caída de Cochabamba (1812)
En mayo de 1812 Goyeneche inició una nueva ofensiva sobre Cochabamba. Arze contaba con unos 4.000 hombres pero mal armados, tenía unos pocos cañones de bronce fundidos en Tarata y proyectiles de vidrio, que preveía se fragmentarían al hacer impacto. El 24 de mayo la vanguardia realista alcanzó el Quehuiñal (Qiwiñal en las alturas de Pocona), cerca de Cochabamba. Arze había dividido sus fuerzas en tres escalones: una primera línea de vanguardia con la infantería y sus 18 cañones, una segunda línea de infantería y caballería en la ladera de un cerro a una o dos leguas de la primera y un tercer escalón de reserva.
Tras un violento fuego de artillería, la vanguardia realista atacó la primera línea al mando directo de Arze y consiguió desalojarlo de su posición y capturar su artillería. Las fuerzas en retirada de Arze se replegaron bajo fuego hacia el lejano segundo escalón, que por añadidura cambió de posición alejándose aún más.
Habiéndose reagrupado, Arze recibió un emisario del gobernador Antezana que le solicitaba retirarse. Arze obedeció pero diciendo a sus hombres que «está retirada no se hace por mí: estamos en la mejor situación para vencerlos, y me manda llamar Antezana». Antezana envió también parlamentarios a Goyeneche ofreciendo rendición, actitud ésta que aceptó ordenando que cesara el combate. La derrota provocó el distanciamiento entre Arze y Antezana, quien al igual que Rivero en su momento intentaba así acordar con el comandante realista: «Esa misma noche caminamos de regreso y al día encontramos todos con dicho Antezana y entonces empezaron a reñir con el general (sic. Coronel) Arze y el dicho Antezana, tanto que hubieron de pelearse entre los dos y se dijeron que cada uno vaya a defender el lugar donde vivía, esto es, el gobernador Antezana, Cochabamba y el general Arze el valle de Torata».
De acuerdo a lo resuelto, Arze, junto a Carlos Taboada y otros 300 revolucionarios sin reconocer el armisticio, intentaron retirarse hacia el sur, pero el 7 de junio fueron derrotados por los cívicos y una compañía de Migueletes de Chuquisaca en Mollemolle (Molles). Los prisioneros fueron ejecutados por el comandante de la ciudad, Antonio Landívar. De los líderes, Taboada, los Nogales, Melchor Silva, Salvador Matos y Manuel Millares, consiguieron huir pero fueron finalmente capturados y ejecutados.
Mientras, el gobernador Antezana retornaba a Cochabamba. Allí intentó reunir refuerzos pero al llamado del gobernador de entre los escasos mil hombres que quedaban en la ciudad, «solamente las mujeres dijeron: si no hay hombres nosotras defenderemos».
Goyeneche hizo avanzar sus tropas hacia la ciudad pero desde Tamborenea se les abrió fuego nuevamente, por lo que reinició el ataque. Antezana le hizo saber que él se rendía y dispuso que se retiraran y guardaran las armas. Ante su proceder «se congregaban todas las mujeres armadas de cuchillo, palos, barretas y piedras en busca del señor Antezana para matarlo». 
Las mujeres obtuvieron las llaves del depósito de armas y entrando en él «sacaron los fusiles, cañones y municiones y fueron al puesto de San Sebastián (el cerro de la "Coronilla" extramuros de la ciudad, donde colocaron las piezas de artillería». La resistencia de la ciudad se redujo así a un pequeño ejército armado de machetes, mazos, algunos fusiles y tres cañones, comandado por una anciana ciega, Manuela Gandarillas y las vendedoras del mercado popularmente conocidas como "chifleras".
Goyeneche tampoco aceptó acuerdo alguno con Antezana y el 27 de mayo de 1812 hizo entrar a sus tropas permitiendo que por dos horas saquearan Cochabamba. Las tropas forzaron los domicilios buscando a los líderes, incluyendo la finca de Esteban Arze, donde su esposa Manuela Rodríguez Terceros enfrentó a los que irrumpieron en su hogar. Las mujeres salieron a las calles con sus hijos protestando contra los allanamientos al grito de "¡Nuestro hogar es sagrado!" y dirigiéndose a la colina de San Sebastián. Goyeneche cercó la colina donde se concentraba la resistencia y la capturó después de dos horas de combate. Belgrano diría a su gobierno «¡Gloria a las cochabambinas que se han demostrado con un entusiasmo tan digno de que pase a la memoria de las generaciones venideras!».

### Los años finales (1813-1815)

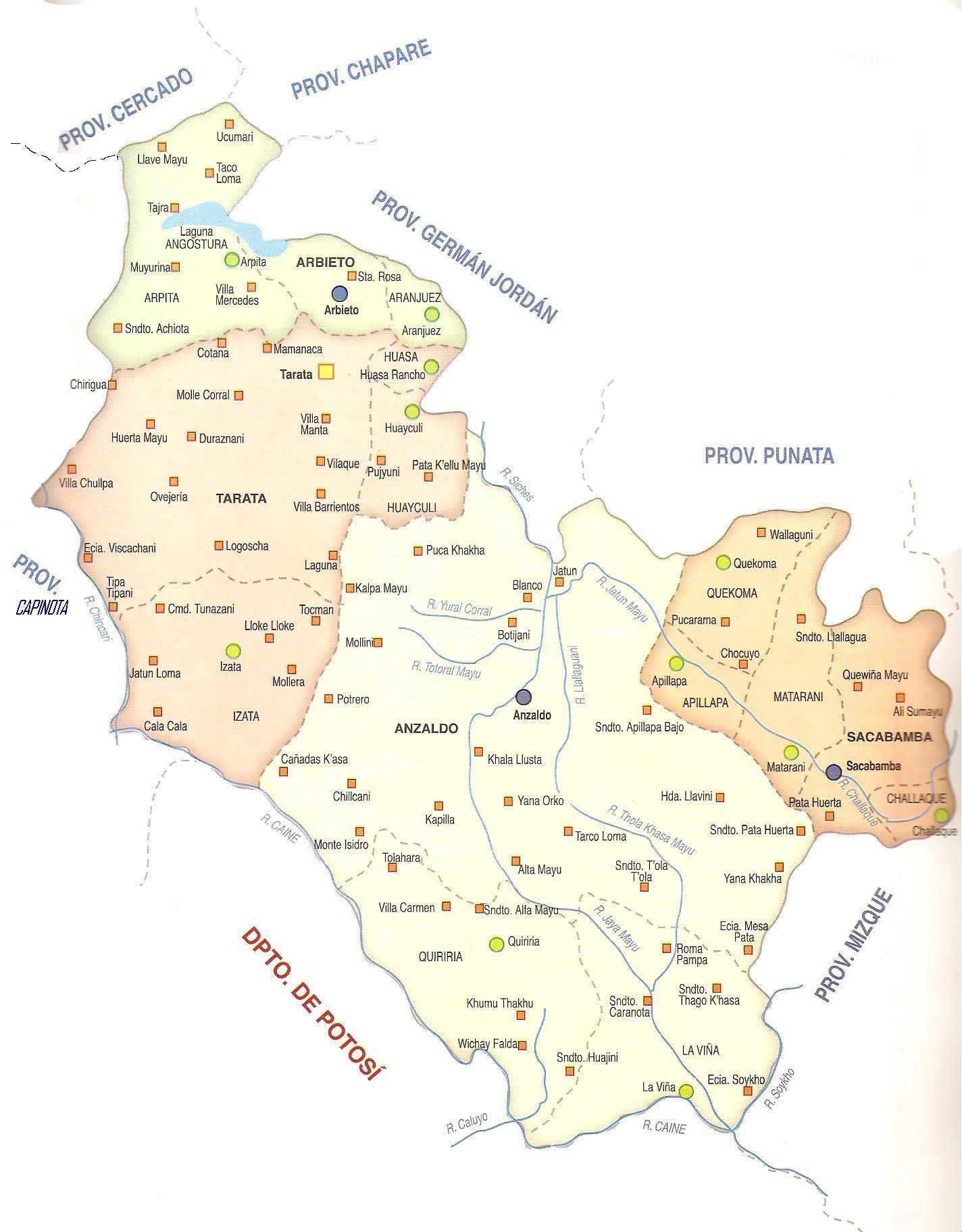
Provincia de Esteban Arze (Tarata).

Mientras que Antezana había sido finalmente capturado por los realistas, y torturado y decapitado por orden de Goyeneche, Arze consiguió huir por la ruta de Arque, desde donde subió al altiplano y se dirigió a la provincia de Jujuy para reunirse con Belgrano. Continuó la guerra de guerrillas en el centro y sur del país hasta que tras la derrota en la batalla de Ayohuma, en diciembre de 1813 fue sometido junto a Manuel Blanco a un proceso disciplinario dispuesto por las autoridades de Buenos Aires. La acusación consistía en haberse separado de la disciplina debida a las autoridades y pretender apoderarse del mando de Cochabamba y ulteriormente buscar un entendimiento con el general Pezuela. También se los acusó de diversos dichos adversos a Buenos Aires: que los porteños trataban con desprecio a los cochabambinos tomando para sí los empleos y mandos y que estaban hartos de desengaños.
El 12 de enero de 1814 finalizó el proceso. Los gobernadores de Cochabamba y Santa Cruz de la Sierra, Juan Antonio Álvarez de Arenales y Warnes, condenaron a Arze al destierro en Moxos. Fue así que, según el libro Biografía de Esteban Arze, Arze fue enviado a San Pedro Viejo, ubicado en el actual municipio de San Javier, para luego ser trasladado a Santa Ana del Yacuma por motivos de seguridad. Falleció en aquella localidad el 24 de febrero de 1815 a los 49 años.
Sus restos fueron trasladados a su ciudad natal en 1947. Hoy, sus cenizas descansan en la Catedral de Cochabamba y en la Iglesia de San Pedro, en Tarata. Una provincia en el departamento de Cochabamba, con capital en Tarata, lleva el nombre Esteban Arze en su honor.

## Símbolo y Legado

### La Bandera de la Revolución

Bandera utilizada por Esteban Arze y las milicias cochabambinas posterior a la revolución de Cochabamba de 1810.

Luego de la revolución del 14 de septiembre y durante la heroica victoria del 14 de noviembre en los campos de Aroma, se adoptaría un símbolo de rebeldía y libertad en las filas de Esteban Arze; el mismo estaría basado en la bandera de la rebelión de 1730 encabezada por Alejo Calatayud, de un color entero con tono rojo sangre. Dicho color sería utilizado 80 años más tarde por las milicias cochabambinas y seguidores de Esteban Arze, Francisco del Rivero y Melchor Guzmán, con la inclusión de un sol en el medio, como símbolo de la libertad. Juntamente con la bandera, se expresa la leyenda con lo dicho por el mismo Esteban Arze.

Valor y constancia contra la tiranía! 

Entre tanto, la inclusión del sol que por tradición durante las dos primeras décadas del siglo XIX y por la temporal afinidad política con Manuel Belgrano, se lo podría relacionar al "Sol de Mayo" utilizado en la bandera de las Provincias Unidas del Río de La Plata por su semejanza. También podría estar relacionada con el "Sol del Inca" de la bandera utilizada en la rebelión de 1780 liderada por Tupac Amaru II en Cusco, por su fuerte y notable similitud. Aunque no existe referencia histórica concreta por parte de los creadores de aquel entonces que demuestren la conexión directa del "Sol de Septiembre" de ésta bandera, con el "Sol de Mayo" o con el "Sol del Inca", dicho símbolo ha sido utilizado en honor a la deidad Inti, en las dos anteriores referencias, cómo símbolo de rebeldía y libertad durante el siglo XVIII y el siglo XIX, tanto en el Virreinato del Perú cómo en el Virreinato de La Plata.
Actualmente, la bandera es aún utilizada por la guarnición militar de lanceros que resguarda los restos del general Esteban Arze durante los desfiles anuales por las efemérides del departamento, cada 14 de septiembre.

### Legado del General Esteban Arze
El general Esteban Arze es considerado como uno de los primeros líderes bolivianos que idearon la libertad bajo el concepto de una nueva nación que sea libre de España, y que por la indiferencia percibida por parte de los limeños y discrepancias con la forma de actuar de altos mandos y soldados rioplatenses, ésta nueva nación no debería responder a los intereses de Lima ni a los de Buenos Aires. Fijando así una corriente autónoma y patriótica, reafirmando lo que bien decía la publicación de La Gazeta de Buenos Aires.

El Alto Peru será libre porque Cochabamba quiere que lo sea.

Actualmente la batalla de Aroma se considera como la primera confrontación marcial contra las tropas realistas en el Alto Perú, y al general Esteban Arze como el comandante de la primera victoria en batalla de la milicia cochabambina que se presentaría por primera vez cómo ejército regular. Es aquí donde se simboliza el nacimiento del Ejército de Bolivia y al general Esteban Arze como su primer comandante.
De la misma manera, el círculo de oficiales de caballería (COC), "Gral. Esteban Arze", de Cochabamba, rinden homenaje al general Esteban Arze llevando su nombre como distintivo a nivel nacional.